# De Panne
De Panne (franceză La Panne) este o comună neerlandofonă situată în provincia Flandra de Vest, regiunea Flandra din Belgia. La 1 ianuarie 2008 avea o populație totală de 10.285 locuitori. Comuna De Panne este situată la extremitatea sudică a coastei belgiene, fiind o stațiune litorală belgienă la Marea Nordului

## Geografie
Comuna actuală De Panne a fost formată în urma unei reorganizări teritoriale în anul 1977, prin înglobarea într-o singură entitate a 2 comune învecinate. Suprafața totală a comunei este de 23,90 km². Comuna este subdivizată în secțiuni, ce corespund aproximativ cu fostele comune de dinainte de 1977. Acestea sunt:
| - I. De Panne - II. Adinkerke |

Localitățile limitrofe sunt:
| În Belgia:                                                                   | În Franța:                    |
| - Comuna Koksijde: - a. Koksijde - Comuna Veurne: - b. Veurne - c. De Moeren | - d. Les Moëres - e. Ghyvelde |

## Localități înfrățite
- Franța: Sainte-Adresse;
- Slovacia: Hlohovec.

1. ↑  Crossroad Bank of Enterprises, accesat în 13 iulie 2023